# Ein Herz spielt falsch
Ein Herz spielt falsch ist ein deutsches Filmmelodram aus dem Jahr 1953, der unter der Regie von Rudolf Jugert entstand. Der Schwarzweißfilm mit O. W. Fischer und Ruth Leuwerik in den Hauptrollen basiert auf einem Fortsetzungsroman von Hans Ulrich Horster, veröffentlicht 1950 in der TV-Zeitschrift Hörzu. 

## Handlung
Peter van Booven, ein Abenteurer und Lebemann, hat ständig Geldprobleme und Schulden bei Kriminellen. Nach einer Affäre mit Gerda Peters, einer Angestellten des Hutmachers Kersten, wird diese schwanger. Peter versucht nun jemanden zu finden, der das Kind von Gerda „wegmachen“ lässt. Nach vergeblichen Anfragen wird er auch im Krankenhaus von Professor Linz abgewiesen, der ein alter Freund seines verstorbenen Vaters war. Dort kann er jedoch zufällig mithören, wie der Professor über eine Patientin spricht, seine Nichte Sibylla Zander, die aufgrund einer bösartigen Geschwulst am Rückenmark unheilbar krank sei und bald sterben wird. Peter kennt Sibylla schon aus der Schule, wo er sie immer „alte Schachtel“ genannt hatte, weil sie schon als Kind eine Brille trug. Er nimmt wieder Kontakt zu ihr auf und besucht sie im Krankenhaus. Der Professor ist dagegen, denn er weiß, dass Peter nur auf das Erbe der vermögenden jungen Frau aus ist. Da der Professor seiner Nichte jedoch nicht offenbaren will, dass sie wohl nur noch ein halbes bis dreiviertel Jahr zu leben hat, kann er Sibylla kaum überzeugen, dass Booven nicht der richtige für sie ist. Der Charmeur gewinnt jedoch schnell Sibyllas Herz und sie blüht in der neuen Liebe auf. Bald schon verloben sie sich. Die schwangere Gerda will sich unterdessen das Leben nehmen und springt in einen Fluss. Sie kann in letzter Minute gerettet werden, verliert dabei jedoch ihr ungeborenes Kind. Gerda kommt nun mit ihrem Chef zusammen, dem Hutmacher Kersten, der ihr bereits zuvor beigestanden hatte, sie heiraten und auch das fremde Kind annehmen wollte.
Als Peter und Sibylla verheiratet und auf Hochzeitsreise sind, verliebt sich Booven immer mehr in seine Ehefrau, was er eigentlich so nicht geplant hatte. Er spürt nun, dass er ohne Sibylla, die als einzige an ihn glaubt und ihm vertraut hat, nicht mehr leben will. Um Sibylla zu retten – die nach wie vor nichts von ihrem Schicksal weiß – transferiert er heimlich große Geldsummen aus ihrer Firma ins Ausland an einen Spezialisten, Dr. Lundi. Es ist jedoch zu spät für eine Heilung. Als Direktor Hersbach die geschickt getarnten Geldverschiebungen in der Firma aufgedeckt und Sibylla informiert, erfährt sie endlich, wie es um sie steht. Sibylla stirbt, doch Peter hat sich dank seiner Frau zu einem guten Menschen gewandelt.

## Hintergrund
- Für Ruth Leuwerik (die in diesem Film erstmals zusammen mit O. W. Fischer zu sehen war) war die Rolle der Durchbruch zum Kinostar der 1950er Jahre.
- Der Film wurde hergestellt in den Ateliers der Bavaria Filmkunst GmbH. Die Außenaufnahmen entstanden in Königswinter, München und Dubrovnik.[1]

## Kritiken
„Ein psychologisch oberflächliches, unglaubwürdig konstruiertes Melodram, geprägt von der eher antiquierten Darstellungsart der Schauspieler.“

„Ein mäßiger Film, konventionell und falsch im Stoff, schlechter gestaltet, als es die erwiesenen Fähigkeiten des Regisseurs zugelassen hätten.“

## Auszeichnungen
Der Film nahm am Wettbewerb der Berlinale 1953 teil, ging bei der Preisvergabe jedoch leer aus. Er wurde auch 1954 bei den I. Internationalen Filmfestspielen Mar del Plata gezeigt.